# Jelinac
Jelinac je potok na prostoru grada Bjelovara. Izvire u šumi Pašinac u Kupinovcu te se izlijeva u rijeku Plavnicu unutar vojnog poligona Lepirac u vlasništvu vojarne Bilogora.

## Ime
Potok je dobio ime po srednjovjekovnoj utvrdi Ilinac (Ilynch) u današnjim Zvijercima i naselju Grmovi, koja je bila u vlasništvu plemenske obitelji Ilink ili Ilanch.

## Opis
Jelinac teče kroz naselja: Kupinovac, Letičani, Zvijerci, četvrt Zvijerci, Ivanovčani te utječe u rječicu Plavnicu unutar vojnog poligona Lepirac unutar Vojnovića.
U krugu Jelinca prolaze razni regulacijski kanali i iskopi za regulacije izlijeva rječice Plavnice.
Zbog moderne regulacije toka Jelinca danas ima jako niski vodostaj.

## Ribolov
Uz Jelinac je najveći ribnjak privatni ribnjak na Ivanovačkim livadama južno od sjeverne Bjelovarske obilaznice.